# Sarah Josephson
Sarah Gay Josephson (Bristol, 10 gennaio 1964) è una sincronetta statunitense.
Ha gareggiato con la sorella gemella Karen Josephson conquistando due medaglie olimpiche nel duo.

## Palmarès

### Olimpiadi
- 2 medaglie:
  - 1 oro (Barcellona 1992 nel duo)
  - 1 argento (Seul 1988 nel duo)

### Mondiali
- 5 medaglie:
  - 2 ori (Perth 1991 nel duo; Perth 1991 a squadre)
  - 3 argenti (Madrid 1986 nel solo; Madrid 1986 nel duo; Madrid 1986 a squadre)

### Giochi panamericani
- 2 medaglie:
  - 2 ori (Indianapolis 1987 nel duo; Indianapolis 1987 a squadre)